# دوروثي بي. رايس
كانت دوروثي بي. رايس (11 حزيران 1922 – 25 شباط 2017) عالمة إحصاء طبي أميركية، وساهمت أعمالها في ابتكار برنامج التأمين الصحي ميديكير في الولايات المتحدة. تخرجت رايس من جامعة ويسكونسن ماديسون وبدأت العمل مع الحكومة الأمريكية بعد فترة وجيزة من تخرجها، لكنها اضطرت لترك العمل كي تبدأ بتربية طفلها. وبعد أكثر من عقد من الزمان، عادت رايس إلى العمل الحكومي وحصلت على وظيفة في إدارة الضمان الاجتماعي، حيث كانت واحدة من أوائل العلماء الذين درسوا التكلفة الاقتصادية للمرض وبيّنت النقص الحاد في التأمين الصحي لدى كبار السن.
تقلّدت رايس لاحقاً منصب مديرة المركز الوطني للإحصاءات الصحية، وذلك من عام 1976 وحتى عام 1982، حيث ساعدت هناك في إنشاء مؤشر الوفاة الوطني. أنهت دوروثي حياتها المهنية في جامعة كاليفورنيا (سان فرانسيسكو)، حيث كانت رايس محاضِرة لأعضاء مجلس الجامعة وأستاذة جامعية فخرية. كما شاركت في تأليف ورقة عن تكاليف التدخين أثناء وجودها في الجامعة، وأثرت هذه الورقة البحثية على المفاوضات القانونية الجارية بين الحكومة والشركات المسؤولة عن صناعة التبغ في الولايات المتحدة، كما ساهمت في إجراء اتفاقية التسوية الرئيسية للتبغ.

## حياتها المبكرة
وُلدت رايس دوروثي بيكمان في حي بروكلين في مدينة نيويورك في الحادي عشر من شهر حزيران عام 1922. كان والدها، والذي يُدعى غيرشون، عاملاً في قطاع النسيج. أما والدتها لينا شيف، فكانت ربة منزل. وكلا الوالدان مهاجران من بولندا. وبما أنها نشأت في بروكلين، فقامت بالالتحاق بكلية بروكلين لمدة عام ونصف. تلقى أخاها منحة بقيمة 2000 دولار أميركي، فعرض على شقيقته رايس إنهاء دراستها الجامعية في جامعة ويسكونسن-ماديسون في ولاية ويسكونسن، وهو ما أدى إلى تغيير حياتها بالكامل وفقاً لأقوالها. وعندما التحقت بالكلية، اختصت رايس في مجال اقتصاديات العمل.

## حياتها المهنية
لم تقم رايس بإكمال مسيرتها الدراسية بعد التخرج، بل صممت على العمل لدى الحكومة الفيدرالية في واشنطن. فحصلت رايس على وظيفة في مجلس المتقاعدين من شركات السكك الحديدية، وانتقلت على الفور إلى وزارة العمل حيث عملت كمساعدة الكاتب الإحصائي، ثم إلى مجلس الإنتاج الحربي. تزوجت دوروثي من جيم رايس عام 1943، وتركت وظيفتها كي تتفرغ اللحياة الزوجية، حيث انتقل الزوجان إلى كامب غرانت في ولاية إلينوي. كانت رايس في حاجة ماسة للعمل، لذا اضطرت للعمل في تجميع القطع في مصنع ذكيرة وسباكة. واستطاعت تأمين عمل لزوجها في مشفى والتر رييد الحربي في العاصمة واشنطن، لذا قامت هي الأخرى بالحصول على وظيفة في مجلس العمل الحربي.
ومع انتهاء الحرب العالمية الثانية، استطاعت رايس الحصول على عملٍ ضمن برنامج هيل–بورتون. لكنها اضطرت لترك العمل مجدداً بعد ولادة طفلها، ولم تعد حتى عام 1960 بعد إنجابها طفلين آخرين، حيث تواصلت مع المدير السابق لويس رييد آملة الحصول على عملٍ مختلف في إدارة الضمان الاجتماعي في مكتب الأبحاث والإحصائيات. وعملت تحت إدارة إيدا ميريام  وتقلدت منصب نائب مساعد مفوض البحث. كانت أولى المهمات التي طُلبت منها هي إجراء إحصاء عن كبار السن في عام 1962، وكانت تلك المرة الأولى التي يُجرى فيها إحصاء كهذا. وكانت رايس أول من نشر عن هكذا إحصاء في ورقة شهيرة عام 1964، حيث تحدثت عن عدد كبار السن الذين يملكون تأميناً صحياً في الولايات المتحدة. ووجدت رايس في بحثها أن 8.5 مليون أميركي من كبار السن –أي أقل من نصف مجموع السكان –يملكون تأميناً صحياً، وشكلت النساء وذوي الدخل المنخفض النسبة العظمى من المواطنين غير الحاصلين على تأمين صحي:
كانت استنتاجات رايس عاملاً محفزاً في إنشاء برنامج التأمين الصحي ميديكير في الولايات المتحدة. وبدأت رايس خلال السنوات اللاحقة بجدولة التكاليف الاقتصادية للصحة والمرض والشيخوخة. كما كانت من أوائل الباحثين الذين ربطوا تلك العوامل في البحث، فتضمنت أوراقها البحثية “التكاليف الاقتصادية لأمراض القلب والأوعية الدموية” و”تقدير تكاليف الأمراض”. نسب العلماء إليها لاحقاً إثراء مجال البحث بأكمله. كانت رايس أيضاً أول من قام بتقدير القيمة الاقتصادية لربات البيوت النساء.
غادرت رايس مكتب الضمان الاجتماعي في عام 1976 لتصبح مديرة المركز الوطني للإحصاءات الصحية. وكان أهم الإنجازات خلال فترة ولايتها هو إنشاء مؤشر الوفاة الوطني، لكن أداء مكتبها تأثر بشدة بتخفيضات الوظائف خلال رئاسة رونالد ريغان. وفي عام 1982، أصبحت رايس محاضرة لأعضاء مجلس الجامعة في جامعة كاليفورنيا (سان فرانسيسكو). حيث ركزت على الأثر المالي لتدخين السجائر. وفي عام 1998، قدرت رايس بالإضافة إلى عدد من مؤلفين مشاركين مجموع نفقات الولايات المتحدة من الرعاية الصحية المتعلقة بالتدخين في عام 1993، والتي بلغت 72.7 مليار دولار. حيث دفعت Medicaid لوحدها 12.9 مليار دولار. ظهرت هذه الدراسات في الفترة التي تميزت بالمفاوضات بين حكومة الولايات المتحدة وشركات التبغ، والتي أسفرت في نهاية الأمر عن تسوية قضائية كلفت الأخيرة 206 مليار دولار.
بقيت رايس في جامعة كاليفورنيا (سان فرانسيسكو) كأستاذة فخرية حتى وفاتها في عام 2017 عن عمر يناهز الـ 94 عاماً نتيجة مضاعفات أدت إلى إصابتها بكسر في الحوض. ألّفت رايس أكثر من 200 مقالة بحثية وكتب وفصول ودراسات على مدار حياتها.

## جوائز
ترشحت رايس للأكاديمية الوطنية للطب. وأصبحت زميلة في الجمعية الإحصائية الأمريكية في عام 1977. كما حصلت على جائزة جمعية الخدمات الصحية الرئاسية عن الدور القيادي والإسهام في أبحاث الخدمات الصحية. وحصلت أيضاً على وسام Sedgwick التذكاري من جمعية الصحة العامة الأمريكية. وفي عام 2013، حصلت رايس على جائزة ويليام ب. جراهام لأبحاث الخدمات الصحية. وتحدثت صحيفة نيويورك تايمز عن حياتها المهنية واصفة إياها بـ “الاقتصادية الحكومية والإحصائية الرائدة التي ساعد بحثها عن حاجة المسنين للتأمين الصحي على تمهيد الطريق لإنشاء برنامج التأمين الصحي ميديكير عام 1965”.